# Parque Tašmajdan

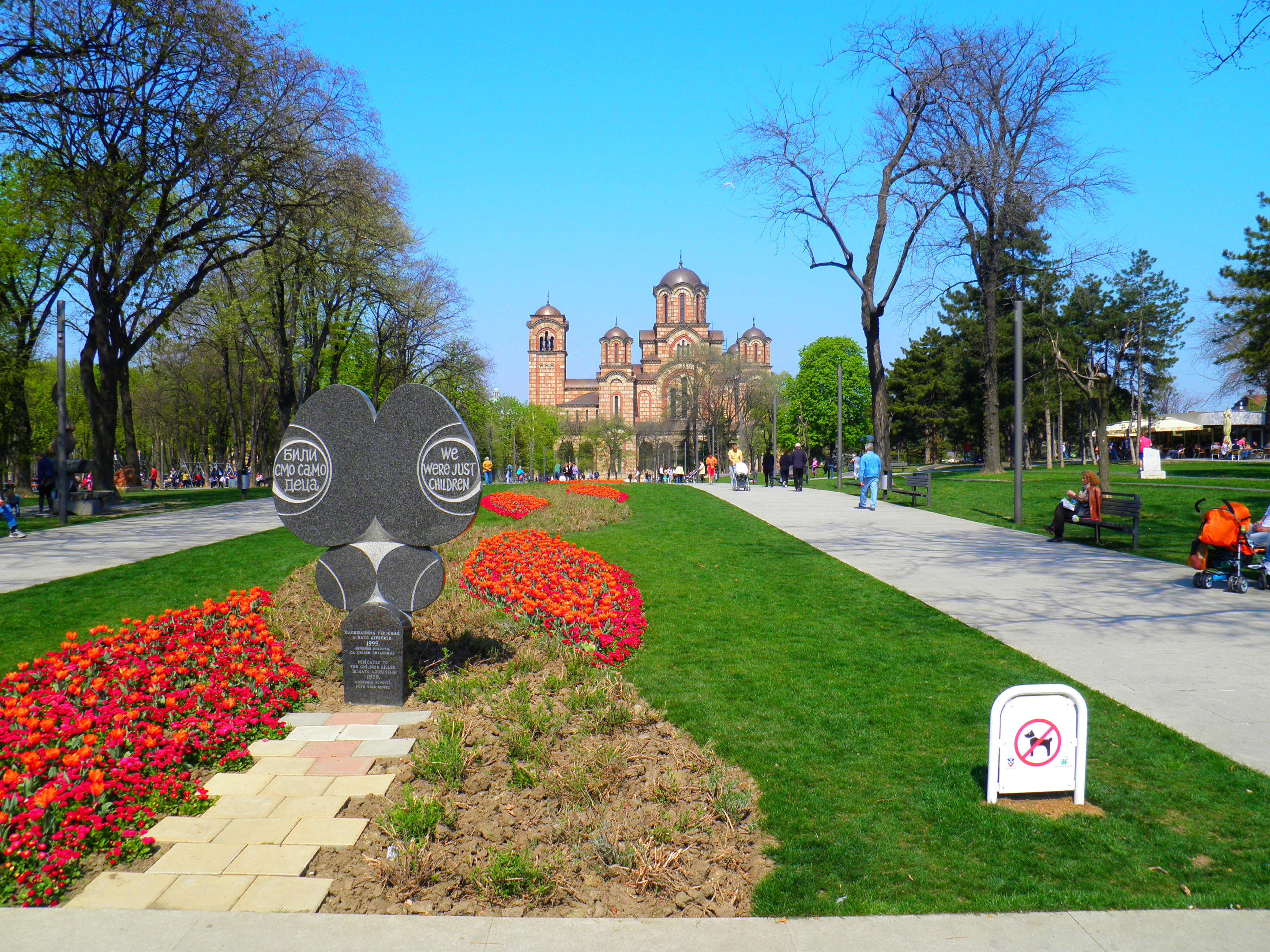
Vista del parque Tašmajdan, con la iglesia de San Marcos al fondo. A la izquierda, monumento en memoria a los niños víctimas de los bombardeos de la OTAN en 1999.

El parque Tašmajdan (en serbio, Ташмајдански парк, Tašmajdanski park) en Belgrado, Serbia, es una de las principales zonas verdes de la ciudad, y se ubica en una céntrica situación, entre las calles Takovska, Ilije Garasanina, Beogradske y Bulevar kralja Aleksandra, donde en el pasado había una gran cantera, de donde el nombre (en turco, taş, piedra y meydan, plaza).
Fue creado en 1958, y acoge, entre otros puntos de interés y esparcimiento, zonas de paseo, cascadas, diversas estatuas, senderos (el principal, con una superficie de unos 5000 metros cuadrados, mientras que los laterales tienen 9500 metros cuadrados), y un importante complejo deportivo, en el que se significan por su importancia, piscinas, tanto cubierta como al aire libre; arquitectónicamente destacan dos importantes monumentos: la iglesia ortodoxa de San Marcos, y la pequeña iglesia ortodoxa rusa de la Trinidad, elevada en 1924 en el período marcado por la llegada a Serbia de un gran número de inmigrantes rusos, después de la Revolución de Octubre.
El parque se vio dañado por los bombardeos aéreos de la OTAN en 1999; infortunadamente, el cercano edificio de la RTS (televisión serbia) y un teatro infantil fueron alcanzados, falleciendo decenas de personas. Un monumento, erigido en junio de aquel año, recuerda a los pequeños que murieron, con una sencilla inscripción, tanto en serbio como en inglés: "solo éramos niños".
En 2011, y con la ayuda económica de Azerbaiyán, el parque ha sido sometido a reconstrucción, mejoramiento y renovación.